# Делфийски игри на модерната епоха
Делфийските игри на модерната епоха са съвкупност от културни прояви под формата на конкурси, фестивали, изложби и презентации в различни области на изкуството и спорта.
Съвременните делфийски игри се организират по примера на древните питийски игри, провеждани в Делфи, Древна Гърция.

## Исторически данни
Древните Питийски игри в Делфи, провеждани в подножието на планината Парнас, са посветени на бог Аполон, който според мита побеждава змея Питон, охраняващ древното прорицалище, и, в чест на победата си, създава Делфийския оракул и установява нови игри. Историята на Питийските игри е отчетливо документирана от 582 г. пр. Хр., когато след Първата Свещена война в Древна Гърция управлението на игрите преминава към Делфийската Амфиктиония — Съветът на дванадесет гръцки племена. Оттогава нататък Питийските игри се провеждат на всеки четири години, съответно една година преди Олимпийските игри.
Заедно с древните Олимпийски игри, Питийските игри са забранени като езически през 394 г. от последния император на обединената Римска империя Теодосий I.
След възраждането на Олимпийските игри по инициатива на барон Пиер дьо Кубертен, от 1912 г. до 1948 г. в различни държави са провеждани състезания в различни категории от областта на изкуството. Те са провеждани по време на игрите, като тематиката им е свързана изключително със спорта.
Опит за възраждане на древните Питийски игри (в рамките на Гърция) е направен през първата половина на ХХ век. През 1927 г. на Античния театър в Делфи се провежда първия Делфийски фестивал, иницииран и организиран от гръцкия поет Ангелос Сикеланос, подкрепен от съпругата му — американката Ева Палмър . Въпреки популярността на идеята за Делфийски фестивали, тя не получава държавна подкрепа. През 1930 г., тяхното провеждане е прекъснато за дълго поради високите разходи за организацията им. Съвременните Делфийски фестивали, провеждани ежегодно през юни, имат главно туристическа насоченост.

## Съвременни делфийски игри
Пореден проект на възраждане на древните игри е предложен от Йохан Кристиан Кирш (Германия) – президент на Международното общество „Musica Magna International“ (MMI) , регистрирано през 1988 г. в Женева  да пресъздаде Делфийските игри  и получава подкрепата на генералния директор на ЮНЕСКО Федерико Майор Сарагоса . По покана на Кристиан Кирш през 1994 г., представители на неправителствени организации от цял свят, пристигат в Берлин в двореца Шьонхаузен , където се провежда Учредителния конгрес на Международния Делфийски съвет (МДС) .
Най-активни в създаването на национални Делфийски организации са Беларус, Германия, Гърция, Грузия, Китай, Нигерия, Русия, САЩ, Филипините, Япония . Първите регионални младежки Делфиади са проведени в Грузия, Албания, Русия .
Първите международни младежки Делфийски игри са проведени през 1997 г. в Тбилиси . Първите световни Делфийски игри за възрастни са проведени през 2000 г. в Москва .
Русия от самото начало играе активна роля при формирането на Международното Делфийско движение . Въпреки това, Националният Делфийски съвет на Русия, която е член от 1999 г. на МДС , по-късно се отделя от Международния Делфийски съвет.
След 2003 г. националните руски медии и много руски сайтове твърдят, че точно Русия възражда Делфийската идея през 2000 г. .
Въпреки разделението руските делегации продължават да участват в международните делфийски игри.

## Текущо състояние
Делфийски игри се организират от 2 организации.
- Под ръководството на създадения през 1994 г. [11][12]. Международен Делфийски съвет (МДС), със седалище в Берлин, като се започне през 1997 г. се провеждат Международните Делфийски игри. Дотогава са провеждани Международни младежки Делфийски игри игри в Грузия, Германия и Филипините, както и Международни Делфийски игри за възрастни в Русия, Малайзия и Южна Корея [27][28].

- Под патронажа на регистрирания през 2003 г. [29] Международен Делфийски комитет (MДК), със седалище в Москва, от 2005 г. насам, се провеждат Младежките руски Делфийски игри и Младежките Делфийски игри на страните от ОНД[30][31]. МДК организира и Вторите световни Делфийски игри през 2008 г. в Саратов, Русия. Някои местни медии оценяват игрите като събитие със съмнителен авторитет[32][33][34][35], но във федералните руски медии отсъства подобна информация.[36][37][38].

## Делфийски игри в България
През 2003 г. в България е създаден Български делфийски съвет под председателството на проф. Аксиния Джурова, сменена на поста през 2008 г. от Юлиана Томова. Направен е опит да се организират т. нар. „Първи Открити Европейски Младежки Делфийски Игри“ в гр. Хасково през 2009 г., но той пропада, тъй като се оказва, че поради настъпилата световна икономическа криза, не може да се осигури финансирането на игрите.